# Чакмакоглу, Сабахаттин
Сабахаттин Чакмакоглу (тур. Sabahattin Çakmakoğlu; 25 ноября 1930 — 24 октября 2024, Анкара) — турецкий политик, государственный деятель.

## Биография
Родился 25 ноября 1930 года в городе Инджесу, входящий в ил Кайсери. Окончил школу в Кайсери, затем в 1953 году — факультет политических наук Анкарского университета. После этого работал чиновником, стал кандидатом в каймакамы. Одновременно с этим окончил юридический факультет Анкарского университета.
После этого в течение 12 лет занимал должность каймакама. В 1972—1980 и 1984—1988 годах занимал должность губернатора (вали) в различных провинциях.

### Политическая карьера
В 1992 году занялся политикой, вступил в партию Отечества. Затем вышел из неё и в 1995 году вступил в партию националистического движения (ПНД). Занимал должность советника Алпарслана Тюркеша вплоть до смерти последнего в 1997 году. 23 ноября 1997 года Чакмакоглу был избран в совет партии, впоследствии занял должность вице-председателя ПНД. В 1999 году был избран от ПНД членом Великого национального собрания.
В 1999 году Демократическая левая партия, ПНД и партия Отечества сформировали коалиционное правительство. Чакмакоглу получил в нём место министра обороны, который занимал до 18 ноября 2002 года. На парламентских выборах 2002 года ПНД не смогла набрать минимально необходимые для попадания в парламент 10 % и Чакмакоглу потерял место в правительстве.
В 2007 году ПНД смогла пройти в парламент, благодаря этому Чакмакоглу снова занял место в парламенте. В том же году он был выдвинут от ПНД кандидатом в президенты, но проиграл Абдулле Гюлю. После выборов 2011 года потерял место в парламенте.

### Личная жизнь
Женат, двое детей. Именем Чакмакоглу названы школа в его родном городе и в иле Мерсин.
Умер в Анкаре 24 октября 2024 года в возрасте 93 лет.